# Trixie Gardner
Rachel Trixie Anne Gardner, baronessa Gardner di Parkes, nata McGirr (Parkes, 17 luglio 1927 – Londra, 14 aprile 2024), è stata una politica australiana naturalizzata britannica.

## Biografia
Trixie McGirr nacque il 17 luglio 1927 a Parkes, in Australia, figlia del politico Greg McGirr, ex leader della fazione del Partito Laburista Australiano del Nuovo Galles del Sud. Un suo zio, James McGirr, fu anch'egli un politico laburista, servendo come primo ministro del Nuovo Galles del Sud dal 1947 al 1952.
Trixie McGirr conseguì una laurea in chirurgia dentale nel 1954 presso l'Università di Sydney. Studiò poi a Parigi presso Le Cordon Bleu, trasferendosi infine nel Regno Unito nel 1957.

### Carriera politica
Trixie McGirr fu consigliera al Consiglio comunale di Westminster dal 1968 al 1978. In occasione delle elezioni generali del 1970 si candidò come parlamentare col Partito Conservatore per il collegio elettorale di Blackburn, venendo poi sconfitta dalla laburista Barbara Castle. Alle successive elezioni, avvenute nel febbraio 1974, si candidò per il collegio di North Cornwall, venendo battuta dal liberale John Pardoe.
Nel 1971 fu nominata giudice di pace. Inoltre, venne eletta membro del Consiglio della Grande Londra in rappresentanza della circoscrizione prima di Havering (dal 1970 al 1973) e infine di Southgate (dal 1977 al 1986) fino quindi all'abolizione dell'organo amministrativo.
Il 19 giugno 1981 venne annunciata la sua nomina a pari a vita, assumendo quindi il titolo di baronessa Gardner di Parkes. Fu la prima donna australiana ad entrare alla Camera dei lord.

### Decesso
La baronessa Gardner morì a Londra il 14 aprile 2024, all'età di 96 anni. Al momento della morte era il membro più anziano della Camera dei lord.

## Vita privata
Trixie McGirr si sposò nel 1956 con Kevin Gardner, anch'egli dentista australiano, dal quale assunse il cognome. I due si stabilirono in seguito a Londra ed ebbero tre figlie: Joanna, Rachel e Sarah. Il marito morì nel 2007.